# 移動加入端末装置
移動加入端末装置（いどうかにゅうたんまつそうち）は、陸上自衛隊の装備。現在の主流は1994年（平成6年）度に制度化された「JVTC-T1」型。主に師団隷下の部隊長クラスなどに配備され、無線で移動加入基地局装置と接続し、師団の電話回線を構築する。師団通信システムを構成する装備の1つ。

## 諸元
(JVTC-T1)
- 全長：約370mm
- 全高：約340mm
- 全幅：約300mm
- 重量：約30kg

## 構成
- 送受信機
- 制御機　など